# Gran Premio de Estados Unidos de Motociclismo de 2010
El Gran Premio de Estados Unidos de Motociclismo de 2010 (oficialmente: Red Bull U.S. Grand Prix) fue la novena prueba del Campeonato del mundo de 2010. Tuvo lugar en el fin de semana del 23 al 25 de julio de 2010 en el circuito de Laguna Seca, situado en Monterey, estado de California, Estados Unidos.
Solo estaba programada La categoría de MotoGP, que fue ganada por Jorge Lorenzo, completaron el podio Casey Stoner y Valentino Rossi.

## Resultados

### Resultados MotoGP
| Pos.    | N.º | Piloto           | Constructor | Vueltas | Tiempo    | Parrilla | Pts. |
| ------- | --- | ---------------- | ----------- | ------- | --------- | -------- | ---- |
| 1       | 99  | Jorge Lorenzo    | Yamaha      | 32      | 43:54.873 | 1        | 25   |
| 2       | 27  | Casey Stoner     | Ducati      | 32      | +3.517    | 2        | 20   |
| 3       | 46  | Valentino Rossi  | Yamaha      | 32      | +13.420   | 6        | 16   |
| 4       | 4   | Andrea Dovizioso | Honda       | 32      | +14.188   | 3        | 13   |
| 5       | 69  | Nicky Hayden     | Ducati      | 32      | +14.601   | 7        | 11   |
| 6       | 11  | Ben Spies        | Yamaha      | 32      | +19.037   | 5        | 10   |
| 7       | 5   | Colin Edwards    | Yamaha      | 32      | +40.721   | 8        | 9    |
| 8       | 33  | Marco Melandri   | Honda       | 32      | +47.219   | 11       | 8    |
| 9       | 36  | Mika Kallio      | Ducati      | 32      | +52.813   | 15       | 7    |
| 10      | 65  | Loris Capirossi  | Suzuki      | 32      | +52.814   | 12       | 6    |
| 11      | 95  | Roger Lee Hayden | Honda       | 32      | +1:14.089 | 17       | 5    |
| 12      | 15  | Alex de Angelis  | Honda       | 32      | +1:14.666 | 16       | 4    |
| Ret     | 41  | Aleix Espargaró  | Ducati      | 28      | Caída     | 13       |      |
| Ret     | 58  | Marco Simoncelli | Honda       | 18      | Caída     | 9        |      |
| Ret     | 26  | Dani Pedrosa     | Honda       | 11      | Caída     | 4        |      |
| Ret     | 40  | Héctor Barberá   | Ducati      | 3       | Retirado  | 10       |      |
| Ret     | 19  | Álvaro Bautista  | Suzuki      | 2       | Caída     | 14       |      |
| Fuente: |     |                  |             |         |           |          |      |